# Spectateurs !
 (mai 2024).
Si vous disposez d'ouvrages ou d'articles de référence ou si vous connaissez des sites web de qualité traitant du thème abordé ici, merci de compléter l'article en donnant les références utiles à sa vérifiabilité et en les liant à la section « Notes et références ».
Pour plus de détails, voir Fiche technique et Distribution.
Spectateurs ! est un film français réalisé par Arnaud Desplechin, sorti en 2024. Il met en vedette Milo Machado-Graner, Mathieu Amalric et Françoise Lebrun . Il met en scène le personnage de Paul Dédalus, présent dans les précédents films de Desplechin, Ma vie sexuelle... ou comment je me suis disputée (1996) et Trois Souvenirs de ma jeunesse (2015). Selon Desplechin, le film est censé « célébrer les salles de cinéma et leur magie multiple »
.
Il a été présenté en première mondiale dans la section Séances spéciales du 77e Festival de Cannes le 22 mai 2024, où il était en compétition pour l'Œil d'or.

## Synopsis
Un cinéphile célèbre la magie du cinéma. Souvenirs, fictions et découvertes s’entremêlent dans un flux rapide d’images cinématographiques.

## Fiche technique
Sauf indication contraire, les informations mentionnées dans cette section peuvent être confirmées par la base de données cinématographiques IMDb,  présente dans la section « Liens externes ».
- Titre français : Spectateurs !
- Titre anglophone international : Filmlovers!
- Réalisation et scénario : Arnaud Desplechin
- Musique : Grégoire Hetzel
- Décors : Camille Bougon-Pigneul
- Costumes : Judith de Luze
- Photographie : Noé Bach
- Montage : Laurence Briaud
- Pays de production :  France
- Format : Couleurs
- Genre : drame
- Durée : 98 minutes
- Date de sortie :
  - France : 22 mai 2024 (festival de Cannes)

## Distribution
- Louis Birman : Paul 6 ans
- Dominique Païni : le peintre
- Clément Hervieu-Léger : le lecteur de Barthes
- Françoise Lebrun : la grand-mère
- Sandra Laugier : la philosophe
- Olga Milshtein : l'étudiante en philosophie
- Milo Machado-Graner : Paul 14 ans
- Margaux Mussano
- Sam Chemoul : Paul 22 ans
- Marilou Poujardieu : Valérie
- Salomé Rose Stein : Sylvia
- Micha Lescot : Professeur Censier
- Soshana Felman : la philosophe
- Kent Jones : l'ami américain
- Salif Cissé : le trentenaire
- Mathieu Amalric : le cinéaste

## Production
Spectateurs ! est le quinzième long métrage d'Arnaud Desplechin et est un film-essai en hommage au cinéma. On y retrouve le personnage de Paul Dédalus, considéré comme l'alter-ego de Desplechin et qui apparaît pour la première fois dans son film Ma vie sexuelle... ou Comment je me suis disputé (1996) et son prequel Trois Souvenirs de ma jeunesse (2015). Avec Spectateurs !, il revient sur l'enfance du personnage, et raconte comment il a été initié au cinéma : d'abord en tant que spectateur, puis en tant que cinéphile, et enfin en tant que cinéaste. Le film est un hybride de documentaire et de fiction qui intègre des images d’archives d’extraits de films et de photos ainsi que des entretiens avec ceux qui ont accompagné Desplechin dans ses expériences de spectateur. Des blockbusters hollywoodiens au néoréalisme italien, de l'ère du muet aux avant-gardistes du cinéma contemporain, le film est un voyage à travers les images qui ont façonné le regard cinématographique d'Arnaud Desplechin. Desplechin a écrit le scénario du film, en collaboration avec Fanny Burdino. Il a également cité le film semi-autobiographique de Steven Spielberg The Fabelmans (2022) comme source d'inspiration. Le film a été produit par Charles Gillibert chez CG Cinéma. Il est coproduit par Scala Films, Arte France Cinéma et Hill Valley, avec la participation de la maison de couture française Chanel.
Le tournage principal a débuté le 17 juillet 2023 à Avion, dans le Pas-de-Calais, où le tournage s'est déroulé pendant deux jours au cinéma Le Familia, transformé pour ressembler aux années 1960 et 1970. Le tournage s'est poursuivi la même semaine à Roubaix et Tourcoing. Desplechin avait prévu de tourner des séquences dans son ancien lycée, dans lequel une salle multimédia porte son nom. Le tournage s'est ensuite déplacé à Paris.

## Accueil

### Sortie
Le film a été sélectionné pour être projeté dans la section Séances spéciales du 77e Festival de Cannes, où il a été présenté en première mondiale le 22 mai 2024.
Les ventes internationales sont assurées par Les Films du Losange qui distribuent également le film en France le 15 janvier 2025.

### Accueil critique
En France, le site Allociné attribue une moyenne de 3,5⁄5, d'après l'interprétation de 31 critiques de presse.

## Distinctions

### Sélection
- Festival de Cannes 2024 : sélection en séances spéciales